# ساو جواو دو كايوا
ساو جواو دو كايوا بلدية في ولاية بارانا في المنطقة الجنوبية من البرازيل.